# Lophocarpinia
Lophocarpinia é um género botânico pertencente à família Fabaceae. Trata-se de um género com uma única espécie, Lophocarpinia aculeatifolia (Burkart) Burkart.
A espécie foi descrita por Arturo Erhardo Burkart e publicada em Darwiniana 11(2): 257. 1957. A base de dados Tropicos aponta Cenostigma aculeatifolium Burkart como basónimo.
Trata-se de um género reconhecido pelo sistema de classificação filogenética Angiosperm Phylogeny Website.
Por vezes o género é colocado na família Caesalpiniaceae.

## Distribuição
Trata-se de uma espécie nativa da América do Sul. Pode ser encontrada na Argentina e Paraguai.